# Burgstall Eulenschwang
Der Burgstall Eulenschwang ist eine abgegangene Spornburg auf dem 709 m ü. NHN hohen „Schanzberg“ beim Dorf Eulenschwang in der Gemeinde Egling im Landkreis Bad Tölz-Wolfratshausen in Bayern. Die Anlage wird als Bodendenkmal unter der Aktennummer D-1-8035-0010 im Bayernatlas als „Burgstall des hohen Mittelalters ("Schanzberg")“ geführt.

## Beschreibung
Der Burgstall liegt auf der Nordseite des Weilers am Schanzberg, direkt westlich des Anwesens Eulenschwang 3. Er ist ein kleiner, oben ca. 3–4 m durchmessender Turmhügel.

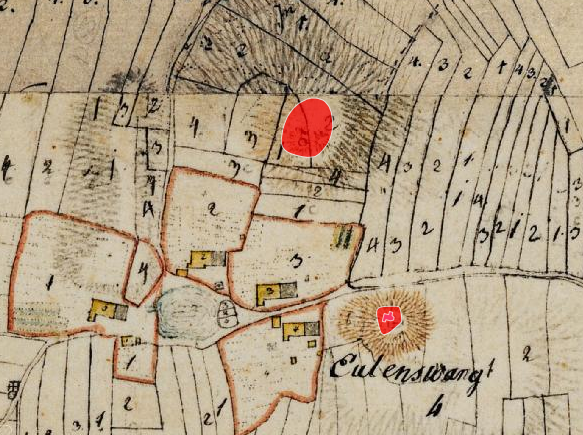
Lageplan von Burgstall Eulenschwang auf dem Urkataster von Bayern